# Sanshui
Sanshui (三水, drie waters, pinyin: Sānshǔi) is een district met  803.226 inwoners in de miljoenenstad Foshan in de zuidelijke provincie Guangdong in China. De lokale bevolking hier spreekt een Kantonees dialect.

## Klimaat
De gemiddelde temperatuur in januari is 13°C en in juli 27°C. De jaarlijkse neerslag is ongeveer 1700 mm.

## Economie
In de omgeving wordt olie, kool en gas gewonnen. In de provincie Guangzhou is Sanshui een belangrijke importeur van voedsel. De frisdrank Jianlibao wordt geproduceerd in Sanshui.

## Gemeente & overheid
De aangrenzende gemeenten zijn Gaoyao, Dinghu en Sihui in het westen, Qingxin en Qingyuan in het noorden, Huadu en Nanhai in het oosten en Gaoming in het zuidwesten. De gemeente is verdeeld in zes districten en drie straatcomités. Belangrijke plaatsen binnen de gemeente zijn Datang (大塘), Liuhe (六和), Leping (乐平), Nanbian (南边), Hekou (河口), Jinben (金本), Lubao (芦苞) en Baini (白坭).

## Verkeer
Sanshui ligt aan de spoorlijn van de stad KGuangzhou naar Maoming. De gemeente wordt doorsneden door de snelweg Guangzhou-Foshan-Kaiping.